# Stephan Bonnar
Stephan Patrick Bonnar (ur. 4 kwietnia 1977 w Hammond, zm. 22 grudnia 2022) – amerykański zawodnik mieszanych sztuk walki (MMA) w latach 2001-2014. Były wieloletni zawodnik Ultimate Fighting Championship oraz finalista pierwszej edycji The Ultimate Fighter z 2005. Członek Galerii Sław UFC.

## Kariera sportowa
Urodził się w Hammond. Od 12 roku życia trenował taekwondo, następnie brazylijskie jiu-jitsu, boks i muay thai. W wieku 16 lat otrzymał promocję na czarny pas w taekwondo. W 2001 oraz 2004 wygrywał zawody bokserskie Golden Gloves w wadze superciężkiej oraz kat. otwartej (bez limitu). W 2002 zdobył złoto na Mistrzostwach Panamerykańskich w bjj (kat. niebieskie pasy).

### MMA
10 listopada 2001 zadebiutował zawodowo w mieszanych sztukach walki wygrywając czteroosobowy turniej Ironheart Crown i zostając mistrzem wagi półciężkiej. 13 września 2003 na brazylijskie gali Jungle Fight przegrał z Lyoto Machidą przez TKO wskutek przerwania walki przez lekarza. W 2005 wziął udział w pierwszym sezonie reality show The Ultimate Fighter. Podczas trwania programu pokonał w ćwierćfinale Bobby'ego Southwortha oraz w półfinale Mike'a Swicka. W finale który odbył się 9 kwietnia 2005 przegrał na punkty po znakomitej walce z Forrestem Griffinem, mimo to prezydent UFC Dana White postanowił nagrodzić również jego kontraktem z UFC. Walka Bonnara z Griffinem jak i cały program stał się hitem w telewizji Spike TV co zaowocowało ogromnym skokiem popularności gal UFC jak i samego TUF-a w Stanach Zjednoczonych.
W latach 2005–2006 wygrywał trzy pojedynki z rzędu m.in. z Jamesem Irvinem na mniejszych galach UFC z serii Fight Night oraz przegrał z Rashadem Evansem. 26 sierpnia 2006 zmierzył się w rewanżowym starciu z Griffinem na UFC 62 ponownie przegrywając na punkty, do tego po walce okazało się, że był na dopingu – w jego organizmie wykryto zakazaną substancję boldenon. W związku z tym został ukarany przez Komisję Sportową Stanu Nevada dziewięciomiesięcznym zawieszeniem oraz karą finansową w wysokości 5 tys. USD.
W kolejnych latach notował wygrane nad mniej znanymi zawodnikami oraz przegrane starcia kolejno z Jon Jonesem, Markiem Colemanem oraz pochodzącym z Polski Krzysztofem Soszyńskim – temu ostatniemu zrewanżował się kilka miesięcy później wygrywając przez TKO.
13 października 2012 na UFC 153 zmierzył się w superfighcie z ówczesnym mistrzem wagi średniej Andersonem Silvą z którym przegrał po ciosach w 1. rundzie. Po walce ogłosił, że to była jego ostatnia walka w karierze. Na początku listopada 2012 ogłoszono, że Amerykanin został złapany na dopingu w starciu z Silvą, w próbce oddanej do badań znaleziono zakazany drostanolon co w konsekwencji skutkowało ponownym zawieszeniem i karą finansową.
6 lipca 2013 wraz z Forrestem Griffinem zostali włączeni przez Dana White'a do Galerii Sław UFC.
27 sierpnia 2014 ogłoszono, że Bonnar wznawia karierę i podpisuje kontrakt z największą konkurencją UFC, Bellator MMA. W debiucie dla niej 15 listopada 2014 przegrał z innym byłym zawodnikiem UFC Tito Ortizem niejednogłośnie na punkty. 
Zmarł 22 grudnia 2022 z powodu powikłań związanych z sercem. 

## Osiągnięcia
Mieszane sztuki walki:
- 2001: Ironheart Crown 3 – 1. miejsce w turnieju wagi półciężkiej
- 2001-2004: Mistrz Ironheart Crown w wadze półciężkiej
- 2005: The Ultimate Fighter 1 – finalista programu
- 2005: Wrestling Observer Newsletter – walka roku przeciwko Forrestowi Griffinowi
- 2014: Członek Galerii Sław UFC

Boks:
- 2001, 2004: Golden Gloves – zwycięzca zawodów w wadze superciężkiej oraz otwartej

Brazylijskie jiu-jitsu:
- 2002: Mistrzostwa Panamerykańskie w BJJ – 1. miejsce, niebieskie pasy